# Helidrom Vatikan
Vatikanski helidrom (lat. Portus Helicopterorum) helidrom je koji se nalazi na državnom području Vatikana. 
Izgrađen je za vrijeme pontifikata Pavla VI., smješten u jugozapadnom dijelu Vatikana, na najzapadnijem bastionu Vatikanskih zidina (bastion Pavla VI.).
Helidrom se nalazi pod zaštitom Gospe Częstochowske, čiji se brončani kip nalazi tik uz njega.

## Vanjske poveznice
- (en) Posjet Vatikanskim vrtovima - Helidrom, www.vaticanstate.va  Arhivirana inačica izvorne stranice od 20. siječnja 2012. (Wayback Machine)